# Mešnice (potok)
Mešnice nebo také Meznice je potok pramenící poblíže Krásného Pole, součást města Ostrava v Moravskoslezském kraji. Je levostranným přítokem Porubky (přítok řeky Odry).

## Další informace
Potok Mešnice „vyvěrá“ z melioračního potrubí v polích zvaných Lazně. Skutečný pramen Mešnice je však až za silnicí 485 z Ostravy do Velké Polomi.
Potok tvoří hranici katastru obcí Krásné Pole, Velká Polom a Dolní Lhota, přičemž protéká mezi těmito obcemi. Za Kotalovým Mlýnem (pod kopcem Nad Stádlem) se do něho vlévá potok Opusta a pak Benův potok. Následně protéká kolem zahrádkářské kolonie se suťovými svahy s občasnými výchozy břidlic a pod tramvajovový drážním tělesem. Na jižním konci Krásného Pole u Vřesiny vytváří levostranný přítok Porubky.
Mešnice je také název lokality v obci Krásné Pole, která není u potoka Mešnice.
V některých mapách je potok Mešnice nesprávně nazýván jako Meznice.

## Galerie

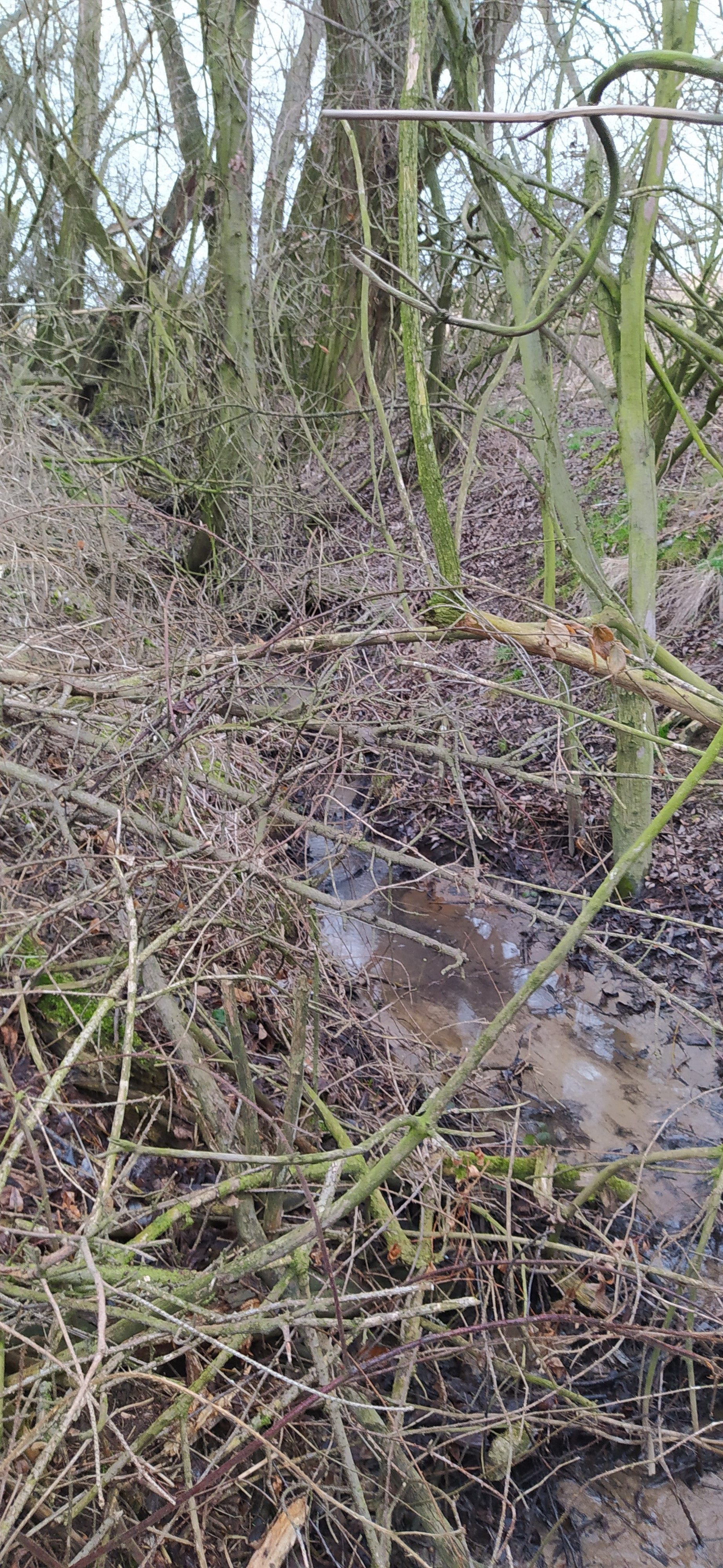
Mešnice pod pramenem
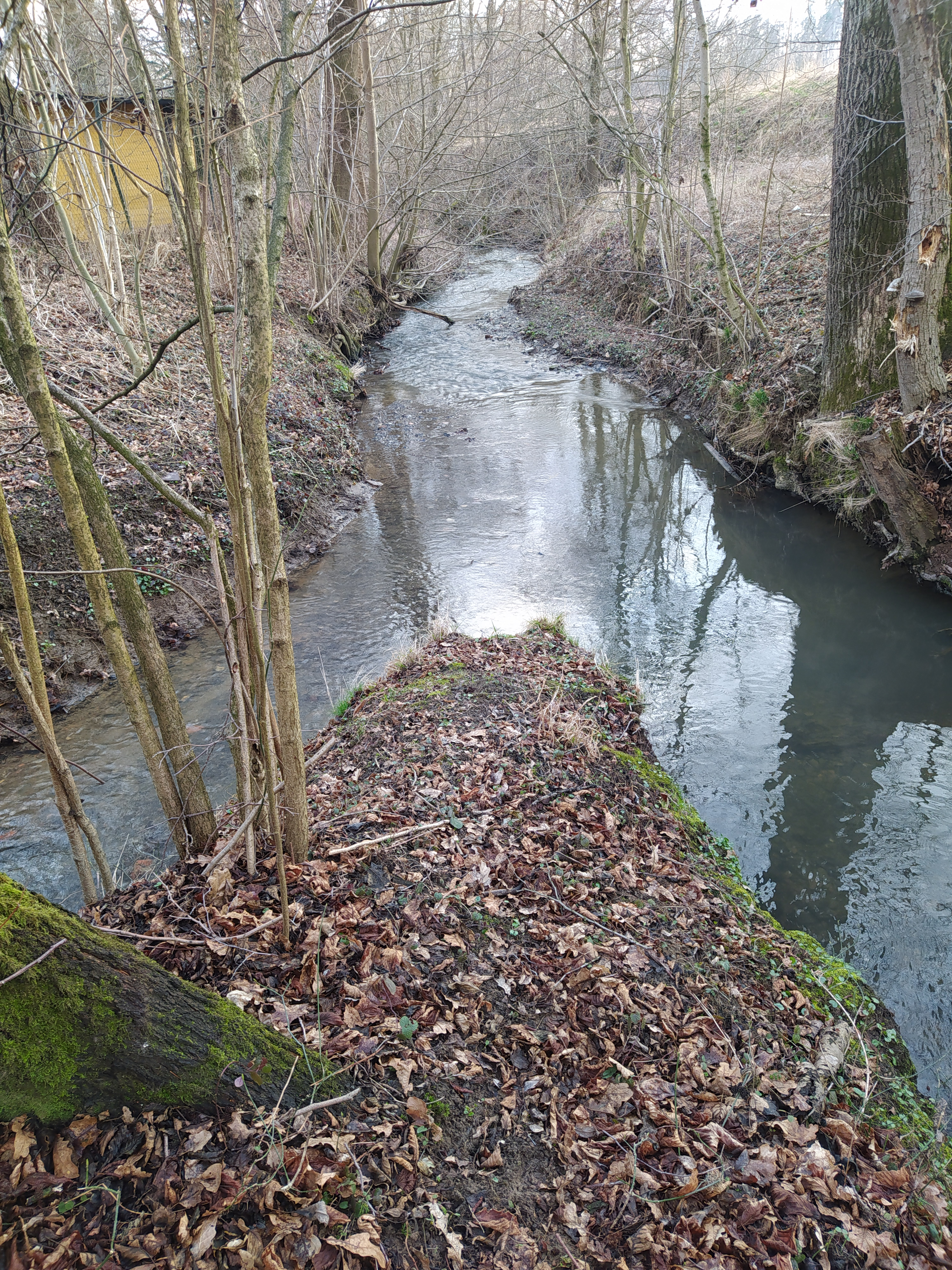
Soutok Mešnice a Opusty
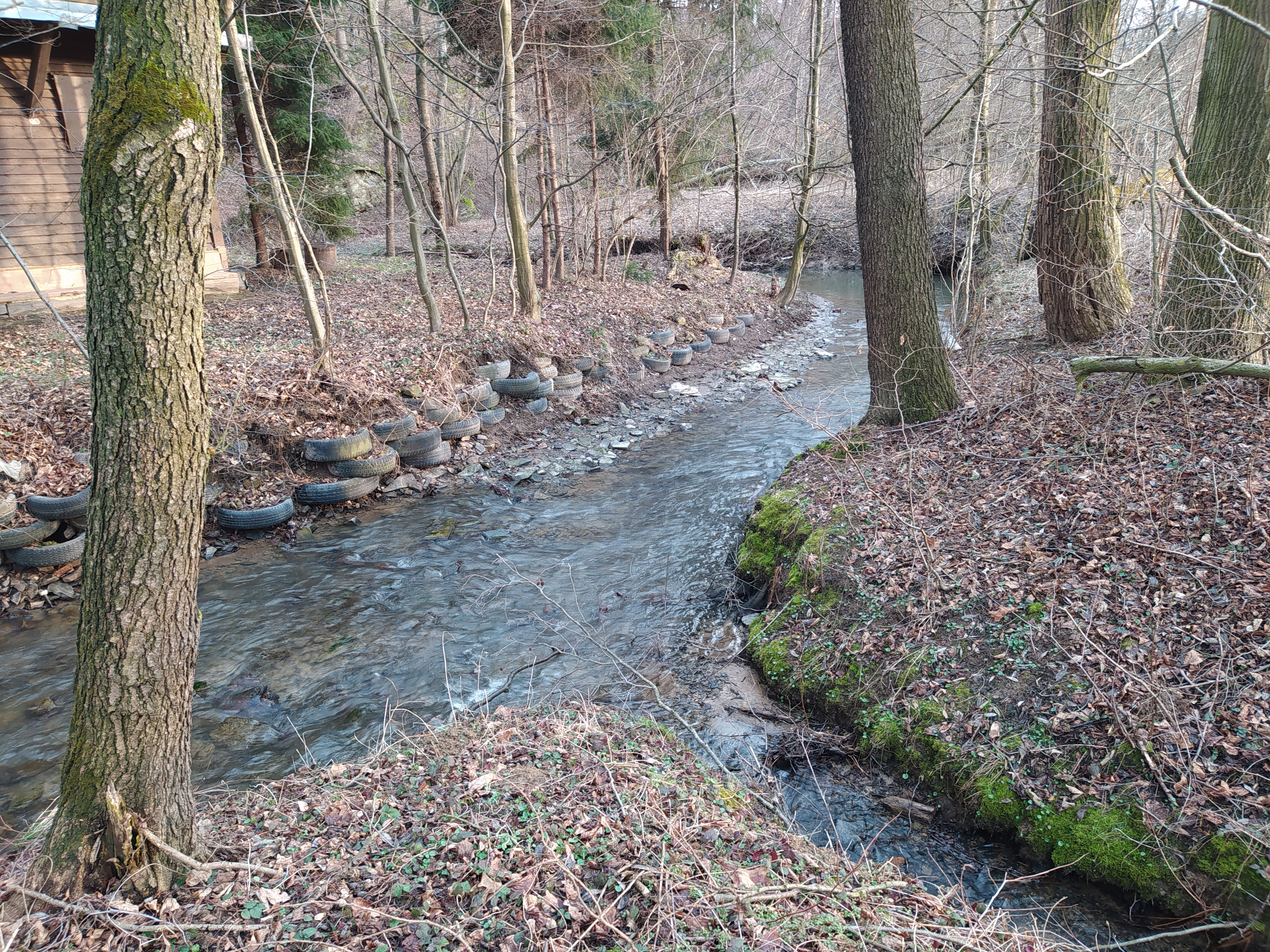
Soutok Mešnice a Benova potoka
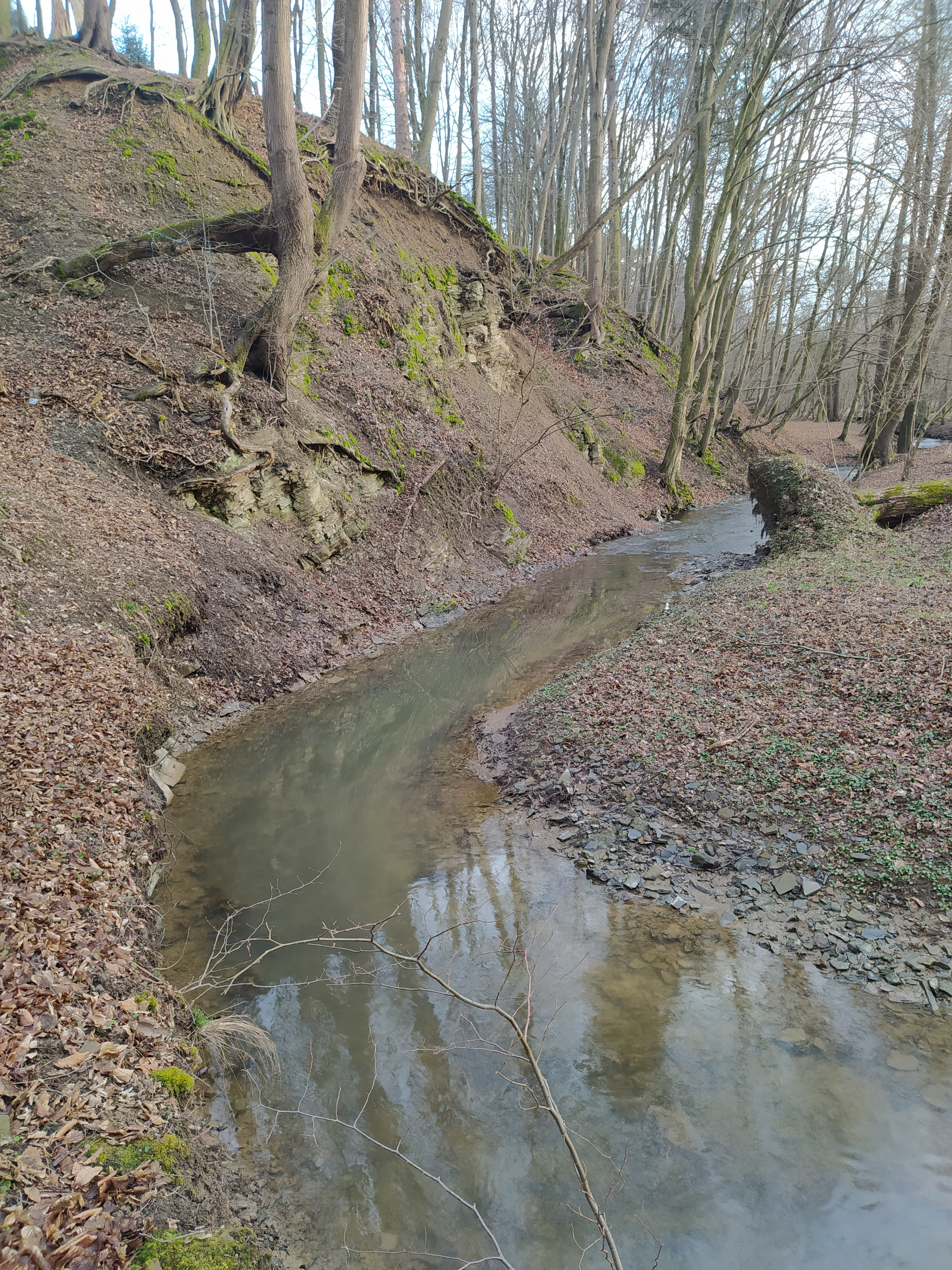
Mešnice za soutokem s Benovým potokem (výchozy skal)
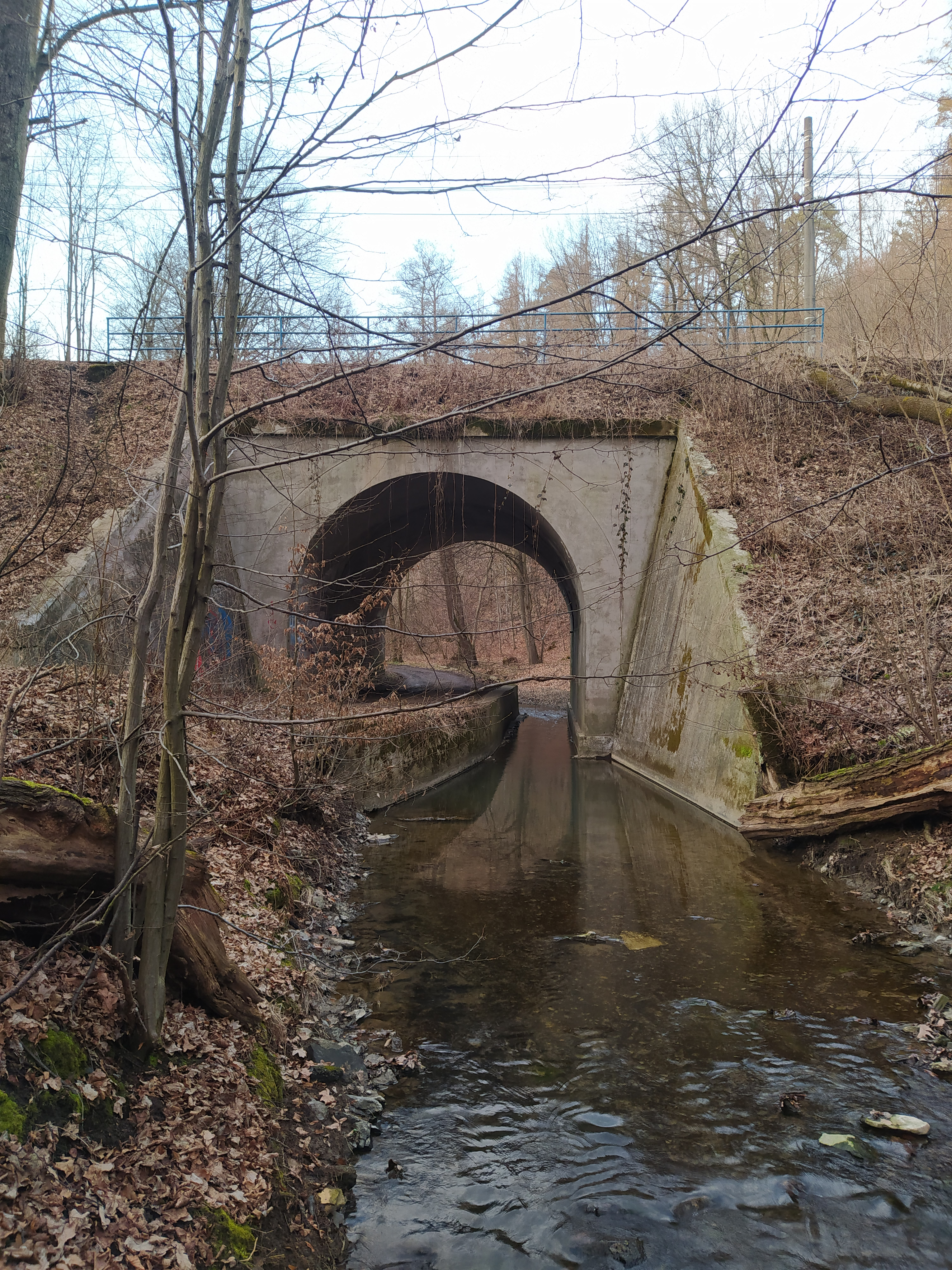
Mešnice pod mostem tramvajové trati
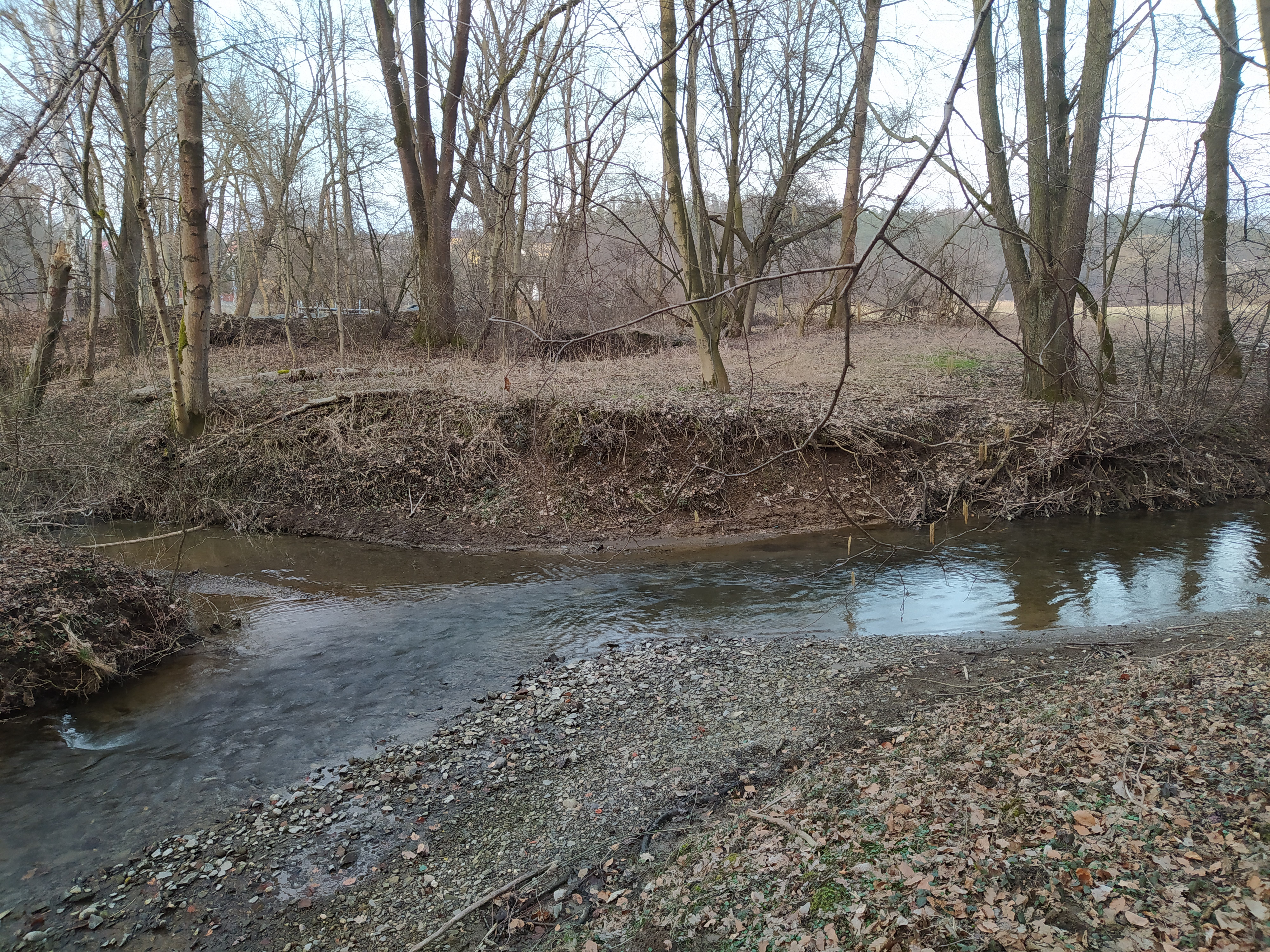
Soutok Mešnice a Porubky